# Coelojoppa cariniscutis
Coelojoppa cariniscutis là một loài tò vò trong họ Ichneumonidae.